# Platurocypta dilatata
Platurocypta dilatata är en tvåvingeart som beskrevs av Tonnoir 1927. Platurocypta dilatata ingår i släktet Platurocypta och familjen svampmyggor. Inga underarter finns listade i Catalogue of Life.